# 38e division de fusiliers (3e formation)
Pour les articles homonymes, voir 38e division.
La 38e division de fusiliers (en russe : 38-я стрелковая дивизия) est une division d'infanterie de l'Armée rouge pendant la Seconde Guerre mondiale.

## Historique
La division est créée en avril 1943 dans le district militaire de Moscou, à partir de la 40e brigade de fusiliers. Elle a l'ordre de bataille suivant :
- 29e régiment de fusiliers
- 48e régiment de fusiliers
- 343e régiment de fusiliers
- 214e régiment d'artillerie
- 134e groupe (divizion) indépendant antichar
- 70e compagnie de reconnaissance
- 132e bataillon de sapeurs
- 122e bataillon indépendant de transmissions (renumérotée 703e compagnie)
- 52e bataillon médico-sanitaire
- 172e compagnie indépendante de défense chimique
- 135e compagnie automobile
- 459e boulangerie de campagne
- 924e infirmerie militaire divisionnaire
- 1705e bureau de poste de campagne
- 1101e bureau de campagne de la Gosbank.

En juillet 1943, elle est affectée à la 47e armée du front de la Steppe. La division reçoit le titre honorifique Днестровская (Dnestrovskaïa) après la libération de la ville de Dnestrovsk le 8 avril 1944. Elle est décorée de l'ordre du Drapeau rouge le 24 avril 1944 après le franchissement de la rivière Prout.
La division fait partie après-guerre du 75e corps de fusiliers de la 26e armée combinée du groupement sud des forces armées soviétiques. Elle est dissoute au début de l'automne 1945.

## Commandants
La division a eu plusieurs commandants :
- 9 mai - 10 août 1943 : colonel Sergueï Skliarov
- 11 août - 8 septembre 1943 : colonel Filipp Iessipov
- 9 - 29 septembre 1943 : colonel Alexandr Bogdanov
- 30 septembre 1943 - 17 janvier 1944 : colonel Andreï Korotkov
- 18 janvier - 22 mars 1944 : colonel Margazian Krymov
- 23 mars - 4 septembre 1944 : général-major Sergueï Timochkov (pl)
- 5 - 21 septembre 1944 : colonel Mikhaïl Sajine
- 22 septembre - 8 octobre 1944 : général-major Timochkov
- 9 octobre - 13 novembre 1944 : colonel Sajine
- 14 novembre 1944 - 1945 : général-major Timochkov